# Лумпунчик
Лумпунчик — река в России, протекает в Немском и Кильмезском районах Кировской области и Сюмсинском районе Республики Удмуртия. Устье реки находится в 52 км по левому берегу реки Лобань. Длина реки составляет 24 км, площадь водосборного бассейна 97,5 км².
Исток реки находится в лесу в Немском районе близ границы с Удмуртией в 42 км к юго-востоку от посёлка Нема. Вскоре после истока река перетекает в Удмуртию, где течёт на юг по ненаселённому лесу. В нижнем течении возвращается в Кировскую область, на этот раз в Кильмезский район, поворачивает на юго-запад и течёт вплоть до впадения в Лобань по лесному массиву без населённых пунктов. Впадает в Лобань ниже деревни Рыбная Ватага (Рыбно-Ватажское сельское поселение).

## Данные водного реестра
По данным государственного водного реестра России относится к Камскому бассейновому округу, водохозяйственный участок реки — Вятка от водомерного поста посёлка городского типа Аркуль до города Вятские Поляны, речной подбассейн реки — Вятка. Речной бассейн реки — Кама.
Код объекта в государственном водном реестре — 10010300512111100039863.